# Cénac, Gironde
Cénac är en kommun i departementet Gironde i regionen Nouvelle-Aquitaine i sydvästra Frankrike. Kommunen ligger i kantonen Créon som tillhör arrondissementet Bordeaux. År 2022 hade Cénac 2 151 invånare.

## Befolkningsutveckling
Antalet invånare i kommunen Cénac
Referens:INSEE